# Kang Jin-hyok (zapaśnik)
Kang Jin-hyok (ur. 25 września 1988) – północnokoreański zapaśnik w walczący w stylu wolnym. Zajął piąte miejsce na mistrzostwach świata w 2013, a także na igrzyskach azjatyckich w 2014. Brązowy medalista mistrzostw Azji w 2014 roku.